# Hermann Ebbinghaus
Hermann Ebbinghaus (1850-1909) fou un psicòleg alemany que destacà per les seves aportacions al coneixement de la memòria humana i la introducció dels experiments seguint el mètode científic en psicologia.

## Vida
Fill d'un pròsper comerciant luterà, va dedicidir de ben jove estudiar filosofia. A la universitat va apropar-se també a la història, la lingüística i la cultura clàssica, fins que es va consagrar a la naixent psicologia. Treballà sempre com a professor excepte un període de guerra. Morí de pneumònia

## Pensament
Va demostrar experimentalment que existeix l'anomenada corba d'aprenentatge, és a dir que allò que s'aprèn s'accelera al principi, augmenta a poc a poc i es pot mantenir si hi ha repeticions de les dades, perquè si no cau en l'oblit. També va avançar el concepte d'aprenentatge significatiu, en veure que connectant patrons sil·làbics amb paraules ja conegudes es memoritzaven més de pressa.
Va lligar la memòria a l'inconscient, afirmant que hi ha coses que es retenen fins i tot si després no es poden recuperar. Una prova seria que la segona memorització d'un llistat després d'haver-lo oblidat és més ràpida que la primera.
Una altra aportació fou els exercicis de completar sèries per mesurar les capacitats, posteriorment usats en els tests per determinar el quocient intel·lectual.

## Llegat
Influí fortament en William James i Alfred Binet, entre d'altres.
En el seu honor es va batejar una il·lusió òptica amb el nom d'Il·lusió d'Ebbinghaus, perquè ell fou el primer a descriure-la. Aquesta consisteix a veure com desiguals en mida dues formes en funció del seu context.